# Friendsville (Tennessee)
Friendsville – miasto w Stanach Zjednoczonych, w stanie Tennessee, w hrabstwie Blount.